# كعكة الشوكولاتة الذائبة
كعكة الشوكولاتة الذائبة (Molten Chocolate Cake) أو كعكة الحمم المنصهرة (مولتن لافا كيك-Molten Lava Cake) أو كعكة حمم الشوكولاتة (Chocolate Lava Cake) أو كعكة القلب السائل (Runny Core Cake)
يحضّر من البيض والسكر والدقيق والزبدة والشوكولاتة. يحتوي على عدد مرتفع من السعرات الحرارية، إن كل قطعة تحتوي على 483 سعرة حرارية و 276مغ من الكُلِستِرول و 20غ من الدهون المشبعة.